# Sattel (Gemeinde Grundlsee)
Sattel (oder Sattl) ist ein Gebiet im Ortsgebiet Untertressen. Es liegt in Grundlsee, Steiermark.

## Name
Der Sattel wird im Westen vom Tressenstein und im Osten von der Trisselwand abgegrenzt. Zwischen diesen beiden Bergen geht es nach unten und bekommt die Form eines Sattels (oder eines Hyperbolischen Paraboloid). Daher kommt der Name. 

## Verbindungen
Der Sattel hat mehrere Gehwege in alle Richtungen. Zusätzlich gibt es noch zwei Straßen. Eine davon, oft beschriftet mit „Sattelweg I“ geht vom Sattel in Richtung Gratschn, überquert die Hühnermannwaldstraße und geht dann weiter in Richtung Vorwerk. Allerdings ist diese Straße eine Schotterstraße und kann nur sehr schwer befahren werden. Die andere Straße, oft beschriftet mit „Sattelweg II“ ist eine einspurige, asphaltierte Straße, welche vorbei am Eisbichl und dann in Richtung Mosern verläuft.